# Центральный район (Новокузнецк)
Центра́льный райо́н Новокузне́цка — административный район города Новокузнецка. Граничит с Куйбышевским районом на западе, Кузнецким районом на востоке, Ильинским территориальным отделом на севере и с Сосновский территориальным отделом на юге. В состав Центрального района входит посёлок Абагур-Лесной.
На территории района расположены: Новокузнецкий металлургический комбинат, Новокузнецкий драматический театр, Сибирский государственный индустриальный университет, Арена Кузнецких Металлургов имени Короленко, Центральная городская библиотека имени Н. В. Гоголя, Горбольница №1 Новокузнецка.
Основные улицы района — улицы Кирова, Тольятти, Орджоникидзе, Кутузова, Циолковского, Транспортная, Павловского и проспекты Октябрьский, Дружбы, Ермакова, Бардина, Металлургов, Курако, Строителей, Пионерский и Кузнецкстроевский.
В районе расположен историко-мемориальный комплекс «Бульвар Героев» с Вечным огнём, расположенный на улице Циолковского. В старом центре 632 многоквартирных дома, в них 45936 квартиры, а также 15 частных домов. На левом берегу 346 многоквартирных домов (в них 31605 квартир), а также 1775 — частные дома.

## История
Создан в 1941 году как Молотовский район, район планировался по радиально-кольцевому принципу. 10 августа 1957 года переименован в Центральный район.
Из-за весеннего половодья Томи (масштабные наводнения произошли в 1958 и 1977 годах), большая часть территории центрального района заливалась водой и была заболочена, в связи с чем являлась мало пригодна для застройки и заселения. Для решения проблемы, в конце 1950-х годов, началось возведение дамбы в районе Левобережья, а также отвод русла речки Горбуниха.
В 1960 году часть территории передана в Куйбышевский район (Точилино). 1 июля 1960 года территория Орджоникидзевского района, в связи с образованием Орджоникидзевского района в современных границах, включена в состав Центрального района.
В районе расположены исторические зоны:
- Соцгород (с 1931 года) от вокзала к КМК, (от железнодорожного вокзала, автовокзала к реке Томь) — с 1959 года; К югу от Абы
- Садгород (с 1929 года).

Верхняя колония Улица Тельбесская (жилая с 1929 по 1959) за КМК, Нижняя колония (с 1931) к северу от Абы входили в Орджоникидзевский район.
- История

Сначала застраивалась верхняя (1929), затем нижняя колония (1931), соцгород (1933), старый центр (1947), привокзальная часть (1949), район СМИ (1959), Левый берег (1970), проспект Строителей (1971), район к северу от проспекта Кирова (1980), Новый город (с 2003).

## Предприятия района
- КМК
- Кузнецкий завод металлоконструкций
- Строительные: Сибметаллургмонтаж, ДОЗ, НДСК имени А.В.Косилова, ЗЖБК, Сибмонтажсервис-строй
- Пищевые: Новокузнецкий хлебозавод
- Ремонтные: Новокузнецкий крановый завод
- Торговые: Картель Авто Новокузнецк
- Производственные: Сибирский центр стекла, ЗАО Комбипласт, Новокузнецкий завод теплообменного оборудования
- Специальные: Новокузнецкий водоканал, ТФМ-Спецтехника
- Химические: ООО «Химкрекинг», ООО "Сварог" (производство рукавов высокого давления).

ТЭЦ КМК- подстанции Водная, Береговая, Северная, Ширпотреб.

## Транспорт
Имеются трамвайные и троллейбусные линии и автобусные маршруты. Транспортная обеспеченность высокая, но далеко не между всеми частями района можно проехать без пересадок.
По территории района проходят автобусные маршруты № 5, 7, 17, 22, 23, 25, 25*, 27, 28, 50, 53, 54, 56, 60, 66, 70, 70*, 87, 88, 160, 345.
Трамвайные маршруты № 2, 5, 6, 8, 9.
Троллейбусные маршруты 1, 2, 3, 5, 6, 6А, 7.
В разное время (до транспортной реформы 2020 года) в районе курсировали автобусные маршруты № 5а, 5э, 14, 15, 16, 21, 23 (старый маршрут), 26, 29, 29а (позже 30), 35, 35а, 47, 47а, 52, 52а, 55, 58, 58а, 60 (маршрутное такси), 61, 61а, 62, 62а, 64, 64а, 71, 83, 84, 90, 94, 94а и трамвайные маршруты № 1, 3, 3к, 4, 6к, 11, 12, 12а, 13, 14, 15.
Есть железнодорожная остановочная платформа Водный.

## Панорама

Центральный район вечером

## Территориальное общественное самоуправление
- 1 СТОС (р-н ГАИ) расположен между Кузнецкстроевским проспектом и Филиппова по берегам реки Аба. домов — 92, жителей — более 13 тысяч человек.
- 2 СТОС (р-н старый Центр)расположен к западу от проспекта Кузнецкостроевского к северу от реки Аба. домов — 78, жителей — более 10 тысяч человек.
- 3 СТОС (р-н новый Центр) ограничен проспектом Пионерским и Кирова, улицей Тольятти и межквартальным проездом к юго-востоку от улицы Франкфурта.домов — 70, жителей — более 14 тысяч человек.
- 4 СТОС (р-н АТС) ограничен проспектом Ермакова и проспектами Кирова, Кузнецкстроевским, рекой Аба и Пионерским проспектов.66, жителей — около 14 тысяч человек.
- 5 СТОС (р-н Соцгород) расположен между рекой Абой и проспектами Курако и Металлургов и улицей Суворова (включающий Соцгород.домов — 93, жителей — более 10 тысяч человек.
- 6 СТОС (р-н ДТС) ограничен проспектами Кирова, Металлургов, Кузнецкстроевским и Орджоникидзе. Домов 92. жителей — около 12000.
- 7 СТОС (р-н Левый берег) ограничен межквартальным проездом пересекающим улицу Грдины, улицами Транспортной и Дружбы. Домов 73. жителей — около 10000.
- 8 СТОС (р-н Спортсмена) ограничен улицей Курбатова с продолжением, улицей Циолковского и проспектом Кирова. Домов 53. жителей — около 8900.
- 9 СТОС — поселок Абагур. Домов 1000 . Жителей около 3800.
- 10 СТОС (р-н книжного магазина Планеты) ограничен улицами Тольятти, проспектами Кирова и Дружбы и межквартальным проездом к юго-востоку от улицы Франкфурта и рекой Томь. Домов 53 . Жителей около 13870.
- 11 СТОС (р-н Бульвара Героев) ограничен улицей Циолковского, и проспектами Тольятти и Октябрьским, Дружбы. Домов 59, жителей: около 12330 человек.
- 12 СТОС (р-н Зенита) ограничен улицами Циолковского и Кузнецова, а также проспектами Дружбы и Октябрьским.домов — 63, жителей — более 11 тысяч.
- 13 СТОС (Привокзальный) составляет район около вокзала ограниченный улицами Кутузова, Суворова, Парком Гагарина, и межквартальным проездом — продолжением улицы Сеченова, домов — 73, жителей — более 10 тысяч.
- 14 СТОС (р-н Водоканала) (к востоку от проспекта Филиппова, к северу от реки Аба. домов — около 200, жителей — более 12 тысяч.
- 15 СТОС (р-н НФИ КемГУ) Район ограниченный улицей Сеченова с продолжением, продолжением Курбатова, Циолковского и Кузнецова. домов — 49, жителей — около 8280.
- 16 СТОС (р-н Хлебокомбината) ограничен проспектом Октябрьским, Дружбы и межквартальным проездом пересекающим улицу Грдины.

Кроме того в состав Центрального района входят территории не входящие в СТОСы - промзона КМК, Парк Гагарина, СибГИУ , Первая городская клиническая больница, парки у Кондомы.

## Почтовое деление
- 654005: Нижняя колония;
- 654007: Район между Ермакова, Кирова, Металлургов и Абой;
- 654018: Район между проспектом Октябрьским, улицами Циолковского, Тольятти, Дружбой и Кутузова;
- 654027: Соцгород к востоку от Металлургов к северу от Суворова;
- 654041: Район между улицами Курако, Кутузова, Бардина, Октябрьским, Циолковского и Транспортной;
- 654057: Первая городская клиническая больница;
- 654066: Район к югу от улицы Дружба;
- 654079: Район к западу от Металлургов, к югу от Суворова;
- 654080: Район к северу от улицы Дружба, к востоку от Тольятти.